# Борго (Маса-Карара)
Борго (итал. Borgo) је насеље у Италији у округу Маса-Карара, региону Тоскана.
Према процени из 2011. у насељу је живело 21 становника. Насеље се налази на надморској висини од 406 м.